# That Dog
That Dog (escrito that dog.) (Español: Ese Perro) es una banda del Rock alternativo de Los Ángeles fundada en 1991 y disuelta en 1997, reunidos en 2011. La formación de la banda incluye a Anna Waronker como cantante principal y guitarrista, Rachel Haden en el bajo, su hermana Petra Haden en el violín, y Tony Maxwell en la batería. Sus canciones de power pop punk están llenas de ganchos y muchas capas de armonías vocales.

## Biografía
La vocalista Anna Waronker es la hija del magnate de la industria discográfica Lenny Waronker, es hermana del alguna vez baterista de Beck y R.E.M., Joey Waronker y está casada con Steve McDonald de Redd Kross. Petra y Rachel Haden son hijas del bajista de jazz Charlie Haden.
El grupo comenzó cuando Anna y un amigo, Jenni Konner, comenzaron a escribir canciones punk cortas en su dormitorio. Waronker había conocido a Petra y Rachel Haden desde la secundaria, tan fluidamente encontraron su camino en tocar sus canciones con ella. Su amigo en común, Tony Maxwell, se encargó de la batería. Su primer álbum, de nombre homónimo, fue lanzado originalmente en una tirada limitada como doble 7" (siete pulgadas) en la discográfica independiente Magnatone Records en 1992. Fue poco después nuevamente lanzado en cassette y disco compacto por Geffen. Durante este tiempo, los miembros de la banda eran buenos amigos de Beck y Weezer, y a menudo tocaban con ellos en sus registros. Los miembros contribuyeron en las canciones de Beck "Girl of My Dreams", "Steve Threw Up" y "Totally Confused", así como con Weezer en "I Just Threw Out the Love of My Dreams", todo lanzado como lados b de los artistas mencionados.
En 1995 lanzaron su segundo álbum llamado Totally Crushed Out!, con poca fanfarria y el tour masivo pero inútil con el que apoyaron el registro dejó a Waronker con la sensación abatida sobre el negocio de la música en general.
El 8 de abril de 1997, That Dog lanzó su álbum final, Retreat from the Sun, y añadió a Kenny Woods (Steven McDonald Group, Beck, Anders & Woods) en la guitarra. Ese mismo año la banda se encontraría en los Estados Unidos de gira con varios actos incluidos, Blur, The Wallflowers y los Counting Crows. Se ha confirmado que Anna Waronker originalmente tenía destinado sacar el disco como un álbum en solitario. Retreat from the Sun generó el único hit radial del grupo, "Never Say Never", que alcanzó el n.º 27 en las listas del Billboard Modern Rock de Estados Unidos en 1997.
El grupo emitió una declaración formal anunciando su disolución en septiembre de 1997. Desde ese momento, todos los miembros de la banda se han mantenido activos en el negocio de la música. Anna Waronker ha contribuido con su música para bandas sonoras y lanzó su álbum debut como solista, Anna, en el año 2002 con su propio sello discográfico Five Foot Two Records; Ella lanzó su segundo álbum como solista, California Fade, en 2011. Petra Haden ha lanzado dos álbumes en solitario: Imaginaryland de 1999 y  Petra Haden Sings The Who Sell Out de 2005, en el cual reinventa el clásico álbum de 1967 de la banda The Who, The Who Sell Out, como un tour a capela. En 2005, ella se unió a The Decemberists como miembro a tiempo completo, pero ya no toca con la banda. Petra Haden ha contribuido también con su voz y violín en las grabaciones de muchos artistas como Green Day, Bill Frisell, Miss Murgatroid y The Rentals. Rachel Haden ha contribuido con su voz para álbumes de Jimmy Eat World, Say Anything, Ozma y Nada Surf, y también es miembro de la versión reformada de The Rentals (junto al exbajista de Weezer, Matt Sharp). Tony Maxwell ha trabajado como compositor, en particular en las películas Chuck & Buck y The Good Girl (ambas escritas por Mike White).
Anna Waronker y su banda con frecuencia tocan en clubes en el área de Los Ángeles. Petra y Rachel esporádicamente han tocado con su tercera hermana Tanya (las tres son trillizas) como las Haden Sisters (hermanas Haden).

## Reunión
El 21 de junio de 2011, tras unos meses de tener una presencia oficial en Facebook, la banda utiliza su página para anunciar un reencuentro el 26 de agosto en el Troubadour de Los Ángeles. Se añadió un segundo show para el día 28 debido a la demanda; ambos espectáculos se agotaron. Las bandas que abrieron el show incluyeron a Tenacious D y una banda tributo a Prince liderada por Maya Rudolph, quien como Petra y Rachel Haden fue miembro de The Rentals. La banda anunció una reunión adicional para 2012: dos shows en el Largo at the Coronet en Los Angeles en abril 13 (el segundo show fue agregado después de la primera función) y actuaciones en Brooklyn, Nueva York, 24 de mayo de 2012, en el Music-Hall de Williamsburg. El anuncio para los espectáculos de Los Ángeles declaró que la banda se presentará con una sección de cuerdas ampliada y que cuentan con algunas canciones no realizados nunca antes.
El 25 de mayo de 2012, The Village Voice publicó una entrevista con Anna Waronker donde ella insinuó que puede haber nueva música de la banda en el futuro. Según los mensajes publicados por Rachel Haden en su Instagram, la banda se encuentra grabando un nuevo álbum que pretenden lanzar en 2017.

## Miembros
- Anna Waronker – voz principal, guitarra
- Petra Haden – violín, voz
- Rachel Haden – bajo, voz
- Tony Maxwell – batería

## Discografía

### Álbumes de estudio
| Año  | Detalles |
| ---- | --- |
| 1993 | That Dog - Lanzamiento: 8 de noviembre de 1993 (UK) y 1 de marzo de 1994 (US) - Sello: 4AD (UK), DGC Records (US) - Formatos: CD, casete (CS), LP |
| 1995 | Totally Crushed Out! - Lanzamiento: 18 de julio de 1995 - Sello: DGC Records - Formatos: CD, CS, LP                                               |
| 1997 | Retreat from the Sun - Lanzamiento: 8 de abril de 1997 - Sello: DGC Records, Geffen (Japón) - Formatos: CD, CS, LP                                |

### EPs y sencillos
- That Dog, doble 7" en Magnatone (1993)
- Buy Me Flowers, 7" en Guernica (1993)
- Old Timer, CD en DGC (1994) (promocional)
- Waldo the Dog Faced Boy/That Dog, split 10" en WIN Records (1994)
- Grunge Couple, 7" (1994)
- He's Kissing Christian, en DGC (1995)
- Never Say Never, en DGC (1997)

### Apariciones en compilaciones
- DGC Rarities: Volume 1 (1994) DGC – "Grunge Couple"
- Volume Nine (1994) Volume Magazine – "One Summer Night" (versión alternativa)
- Jabberjaw: Good to the Last Drop (1994) Mammoth Records – "Explain"
- The Poop Alley Tapes (1995) WIN Records – "Ridiculous"
- Spirit of '73: Rock for Choice (1995) Epic/550 Music – "Midnight at the Oasis" (Maria Muldaur)
- A Small Circle of Friends: A Germs Tribute (1996) Grass Records – "We Must Bleed" (Germs)
- Hear You Me! A Tribute to Mykel and Carli (1998) Vast Records – "Silently" (versión acústica)